# خنزير أليف
الخنزير الأليف أو الخنزير المستأنس هو حيوان مستأنس من الماشية، حيث يستخدم لحمه لتصنيع المنتجات الغذائية مثل الهام، السجق، الباكون وغيرها. يعتبر البعض الخنزير الأليف نوعًا من ضمن جنس الخنزير البري، بينما يعتبر كجنس مختلف من قبل البعض الآخر. يغطي جلد معظم أنواع الخنازير الأليفة القليل من الشعر.